# Pandanus balfourii
Pandanus balfourii är en enhjärtbladig växtart som beskrevs av Ugolino Martelli. Pandanus balfourii ingår i släktet Pandanus och familjen Pandanaceae. IUCN kategoriserar arten globalt som sårbar.
Artens utbredningsområde är Seychellerna. Inga underarter finns listade.